# Friedrich Hirth
Friedrich Hirth (kínai neve pinjin hangsúlyjelekkel: Xià Dé; magyar népszerű: Hszia Tö; kínaiul: 夏德) (Gräfentonna, Sachsen-Gotha, 1845. április 16. – München, 1927. január 10. német–amerikai sinológus.

## Élete és munkássága
Friedrich Hirth egyetemi tanulmányait Lipcsében és Berlin végezte, majd 1869-ben Greifswaldban szerzett doktori fokozatot. 1870-től 1897-ig Kínában a vámhivatal szolgálatában tevékenykedett. 1902-ben kinevezték a New York-i Columbia Egyetem professzorává.
A kínai kéziratokból és nyomtatott könyvekből összeállított gyűjteményét a második világháborúig a berlini állami könyvtár gyűjteményében, történelmi porcelángyűjteményét pedig a gothai múzeumban őrizték.
1901-ben a Magyar Tudományos Akadémia tiszteleti tagjává választották.

## Főbb művei
- China and the Roman Orient: Researches into their Ancient  and Mediœval Relations as Represented in Old Chinese Records (1885)  Archiválva 2014. augusztus 20-i dátummal a Wayback Machine-ben
- Ancient Porcelain: A Study in Chinese Mediœval Industry and Trade (1888)
- Text-Book of Documentary Chinese (two volumes, 1885–88) 
  - Hsin-kuan wên-chien-lu: text book of documentary Chinese, with a vocabulary for the special use of the Chinese customs service (1885)
  - 新關文件錄 (1909)
- Notes on the Chinese documentary style (1888)
- Chinesische Studien, volume i (1890)
- Index of the Characters in Dr. Hirth's "Text Book of Documentary Chinese," Arranged by Their Radicals: With a List Giving Their Tones (1892)
- Ueber fremde Einflüsse in der chinesischen Kunst (1896)
- Scraps from a Collector's Note-book, Being Notes on Some Chinese Painters of the Present Dynasty, with Appendices on Some Old Masters and Art Historians (1905)
- Syllabary of Chinese sounds (1907)
  - Research in China ...: pt. 1. Descriptive topography and geology, by Bailey Willis, Eliot Blackwelder, and R.H. Sargent. pt. 2. Petrography and zoology, by Eliot Blackwelder. Syllabary of Chinese sounds, by Friedrich Hirth (1907)
  - Chinese metallic mirrors: with notes on some ancient specimens of the Musée Guimet, Paris (1907)
- Research in China ...: pt. 1. Descriptive topography and geology, by Bailey Willis, Eliot Blackwelder, and R.H. Sargent. pt. 2. Petrography and zoology, by Eliot Blackwelder. Syllabary of Chinese sounds, by Friedrich Hirth (1907)
- Research in China ...: Systematic geology, by Bailey Willis (1907)
- The Ancient History of China (1908) 1911 edition
- CHAU JU-KUA: His Work on the Chinese and Arab Trade in the twelfth and thirteenth Centuries, entitled Chu-fan-chï, Translated from the Chinese and Annotated by FRIEDRICH HIRTH and W. W. ROCKHILL, (1911) Archiválva 2017. április 5-i dátummal a Wayback Machine-ben with W. W. Rockhill
- Research in China ... (1913)
- The Story of Chang K'ie'n, China's Pioneer in Western Asia (1917)
- Native sources for the history of Chinese pictorial art (1917)